# Toleman TG181
La Toleman TG181 è una monoposto di Formula 1, costruita dalla scuderia inglese Toleman per partecipare al campionato mondiale di Formula 1 1981 e 1982.
Progettata da Rory Byrne, fu la prima vettura utilizzata dalla Toleman in Formula 1 nonché la prima vettura della categoria ad essere equipaggiata con un motore Hart e ad adottare pneumatici Pirelli dal 1958.
La vettura venne aggiornata ed evoluta nelle versioni Toleman TG181B e Toleman TG181C per gareggiare nella stagione 1982.

## Le stagioni

### 1981
I piloti scelti per la stagione 1981 furono Brian Henton e il debuttante Derek Warwick, entrambi provenienti dalla squadra di Formula 2.
A causa del peso e del motore poco performante la TG181 mancò la qualificazione in tutti i gran premi che disputò: al Gran Premio di San Marino, in cui il team inglese esordì, Warwick e Henton fecero segnare rispettivamente il ventinovesimo e il trentesimo tempo, il primo a 4,1 secondi di distacco da Slim Borgudd, ultimo dei qualificati, e il secondo a 6,8 secondi dal compagno di squadra. Al Gran Premio di Monaco Henton e Warwick hanno ottenuto un tempo più lento di 11,8 e 16,2 secondi dal poleman Nelson Piquet. Al Gran Premio d'Italia Henton riuscì a qualificarsi alla gara in ventitreesima posizione e concluse la gara in decima posizione, a tre giri di distacco dal vincitore Alain Prost e favorito da numerosi ritiri. Al Gran Premio di Las Vegas Warwick si qualificò ventiduesimo e in gara fu costretto a ritirarsi al quarantatreesimo giro a causa di un problema al cambio.

### 1982
Per la stagione 1982 la TG181 è stata aggiornata a TG181B, affidata a Teo Fabi per le prime due gare, e a TG181C, utilizzata per il resto del campionato. Le TG181 utilizzate nel 1982 sono caratterizzate dal peso ridotto di 50 kg, dalla carreggiata anteriore aumentata di 50 mm e dalla carreggiata posteriore aumentata di 32 mm. Il motore era stato modificato ed era in grado di sviluppare 580 hp a 10 500 giri, 40 hp in più rispetto a quello usato nel 1981. Grazie alla revisione del motore la TG181C riuscì a qualificarsi più frequentemente e al Gran Premio d'Olanda Warwick segnò il giro più veloce. Al successivo Gran Premio di Gran Bretagna Warwick, partito sedicesimo, fu costretto al ritiro dalla rottura del semiasse mentre si trovava in seconda posizione. Ai Gran Premi di Italia e di Las Vegas Warwick guidò una TG183.

## Risultati completi
| Anno | Team                     | Motore    | Gomme | Piloti  |  |  |  |    |    |     |    |    |    |    |    |    |    |    |     | Punti | Pos. |
| ---- | ------------------------ | --------- | ----- | ------- |  |  |  | -- | -- | --- | -- | -- | -- | -- | -- | -- | -- | -- | --- | ----- | ---- |
| 1981 | Candy Toleman Motorsport | Hart 415T | P     | Henton  |  |  |  | NQ | NQ | NPQ | NQ | NQ | NQ | NQ | NQ | NQ | 10 | NQ | NQ  | 0     | -    |
| 1981 | Candy Toleman Motorsport | Hart 415T | P     | Warwick |  |  |  | NQ | NQ | NPQ | NQ | NQ | NQ | NQ | NQ | NQ | NQ | NQ | Rit | 0     | -    |

| Anno | Team                                              | Motore    | Gomme | Piloti  |     |    |     |     |     |     |  |  |     |     |     |    |     |     |     |    | Punti | Pos. |
| ---- | ------------------------------------------------- | --------- | ----- | ------- | --- | -- | --- | --- | --- | --- |  |  | --- | --- | --- | -- | --- | --- | --- | -- | ----- | ---- |
| 1982 | Candy Toleman Motorsport Toleman Group Motorsport | Hart 415T | P     | Warwick | Rit | NQ | NPQ | Rit | Rit | NQ  |  |  | Rit | Rit | 15  | 10 | Rit | Rit |     |    | 0     | -    |
| 1982 | Candy Toleman Motorsport Toleman Group Motorsport | Hart 415T | P     | T. Fabi | NQ  | NQ | NQ  | NC  | Rit | NPQ |  |  | NQ  | Rit | Rit | NQ | Rit | Rit | Rit | NQ | 0     | -    |

| Legenda | 1º posto     | 2º posto | 3º posto    | A punti         | Senza punti/Non class.  | Grassetto – Pole position Corsivo – Giro più veloce |
| Legenda | Squalificato | Ritirato | Non partito | Non qualificato | Solo prove/Terzo pilota | Grassetto – Pole position Corsivo – Giro più veloce |